# Ben Harper
Ben Harper (født 28. oktober 1969 i Pomona, Californien) er en amerikansk singer-songwriter.
Han spillede på Roskilde Festival 1995 og Roskilde Festival 2004. Han var gift med skuespilleren Laura Dern fra 2005 til 2013.[kilde mangler]

## Diskografi
- Welcome to the Cruel World (1994)
- Fight for Your Mind (1995)
- The Will to Live (1997)
- Burn to Shine (1999)
- Diamonds on the Inside (2003)
- There Will Be a Light (2004)
- Both Sides of the Gun (2006)
- Lifeline (2007)
- White Lies for Dark Times (2009)
- Give Till It's Gone (2011)
- Get Up! (2013)
- Childhood Home (2014)